# SP-310
La SP-310 est une route de l'État de São Paulo.

## Présentation
Elle reçoit les dénominations suivantes au long de son parcours :
- Rodovia Washington Luís de la SP-330 (Limeira) à São José do Rio Preto ;
- Sans nom de São José do Rio Preto à Mirassol ;
- Rodovia Feliciano Sales da Cunha de Mirassol à Pereira Barreto et Ilha Solteira.